# Liste sowjetischer Jagdflieger im Zweiten Weltkrieg
In der Liste sowjetischer Jagdflieger im Zweiten Weltkrieg sind Jagdpiloten der sowjetischen Luftstreitkräfte  im von 1939 bis 1945 dauernden Zweiten Weltkrieg aufgeführt, die mindestens 40 Abschüsse erzielt haben.

## Übersicht
Die Tabelle enthält die sowjetischen Flieger ab 40 bestätigten Abschüssen mit:
- Name
- Dienstgrad
- Zahl der bestätigten Luftsiege
- höchste verliehene Auszeichnung
- Einheit/IAP (russ.: istrebitelny awiazionny polk) – Jagdfliegerregiment, LA (wosduschnaja armija) – Luftarmee
- Todesdatum (†)

Anmerkung: Die Liste ist sortierbar: Durch Anklicken eines Spaltenkopfes wird die Liste nach dieser Spalte sortiert, zweimaliges Anklicken kehrt die Sortierung um.
| Name                               | Bild | Rang            | L                                  | Auszeichn. | Einheit                       | †                  |
| ---------------------------------- | ---- | --------------- | ---------------------------------- | ---------- | ----------------------------- | ------------------ |
| Iwan Nikitowitsch Koschedub        |      | Major           | 62                                 | 3 × HdS    | 176. Gw IAP (16. LA)          | 12. August 1991    |
| Alexander Iwanowitsch Pokryschkin  |      | Oberst          | 59 (6 davon als Gruppenabschüsse)  | 3 × HdS    | 16. Gw IAP (2. LA)            | 13. November 1985  |
| Nikolai Dmitrijewitsch Gulajew     |      |                 | 57                                 | 2 × HdS    | 423. IAP 487. IAP 129. Gw IAP | 27. September 1985 |
| Grigori Andrejewitsch Retschkalow  |      | Generalmajor    | 56                                 | 2 × HdS    | 16. Gw IAP                    | 20. Dezember 1990  |
| Kirill Alexejewitsch Jewstignejew  |      | Generalmajor    | 52                                 | 2 × HdS    | 240. IAP (6. LA), 178. Gw IAP | 29. August 1996    |
| Arseni Wassiljewitsch Woroscheikin |      |                 | 52                                 | 2 × HdS    | 728. IAP, 32. Gw IAP (9. LA)  | 23. Mai 2001       |
| Dmitri Borissowitsch Glinka        |      | Oberst          | 50                                 | 2 × HdS    | 45. IAP, 100. Gw IAP          | 1. März 1979       |
| Amet-Chan Sultan                   |      | Major           | 49 (19 davon als Gruppenabschüsse) | 2 × HdS    | 9. Gw IAP                     | 1. Februar 1971    |
| Alexander Fjodorowitsch Klubow     |      | Hauptmann       | 50                                 | 2 × HdS    | 27. Gw IAP                    | 1. November 1944   |
| Nikolai Michailowitsch Skomorochow |      | Major           | 46                                 |            | 31. IAP (17. LA)              | 1994               |
| Alexander Iwanowitsch Koldunow     |      | Hauptmarschall  | 46                                 | HdS        | 866. IAP                      | 7. Juni 1992       |
| Witali Iwanowitsch Popkow          |      | Generalleutnant | 41                                 | 2 × HdS    | 5. Gw IAP (17. LA)            | 2. Juni 2010       |
| Boris Feoktistowitsch Safonow      |      |                 | 41                                 | 2 × HdS    | 32. SAP, 78. IAP              | 30. Mai 1942       |
| Alexej Wassiljewitsch Aleljuchin   |      | Hauptmann       | 40                                 | 2 × HdS    | 9. Gw IAP                     | 29. Oktober 1990   |